# Kevin Lima
Kevin Paul Lima (nacido en 12 de junio de 1962) es un animador, director, y guionista estadounidense. Lima es conocido mayormente por haber dirigido una serie de películas de Disney, entre las que se encuentran 102 dálmatas, A Goofy Movie, Tarzán y Encantada. Está casado con Brenda Chapman, antigua directora de animación de Pixar.

## Biografía

### Carrera
Lima estudió cine y animación en el California Institute of the Arts (CalArts), durante la década de mediados de los 80. Después de graduarse, se trasladó a Taiwán para trabajar en The Brave Little Toaster. Luego trabajó en The Chipmunk Adventure, donde conoció a Glen Keane, uno de los muchos artistas que habían salido de Disney tras el fracaso en taquilla de The Black Cauldron. Keane persuadió a Lima para introducirlo a Disney, donde consiguió un trabajo pese a que había sido rechazado tres años antes. Lima trabajó en Disney como animador de personajes en la película de Oliver & Company, como diseñador de personajes de La sirenita y La bella y la bestia, y como redactor de la historia de Aladdín. Dejó Disney para Hyperion Pictures, donde trabajó en la serie de televisión Itsy Bitsy Spider y en películas como Bébé's Kids.
Lima finalmente tuvo su oportunidad de dirigir en Disney, donde dirigió dos películas de dibujos animados, A Goofy Movie y Tarzán. Lima se ofreció a dirigir en 102 dálmatas, debido a que la película perdió a su director. Después de dirigir su primera película de acción real, pasó a dirigir dos películas para televisión protagonizada por Julie Andrews, Eloise at the Plaza y Eloise at Christmastime. Desde el año 2000, Lima había querido hacer la película Encantada, pero fue rechazado en repetidas ocasiones a causa de su falta de historia, y él «no era suficientemente divertido como para hacer esta película». Pero después fue aprobado, y en el 2007 se estrenó Encantada.
Desde la dirección de Encantada, Lima se ha establecido para dirigir varios proyectos. En julio de 2011, DreamWorks Animation anunció que Lima dirigiría Monkeys of Mumbai.

### Vida privada
Está casado con Brenda Chapman, directora de El príncipe de Egipto y de Brave de Pixar (que coguionó), también graduada de CalArts. Tiene una hija llamada Emma.

## Filmografía

### Director
- A Goofy Movie - (1995)
- Tarzán - (1999) - (dirigida con Chris Buck)
- 102 dálmatas - (2000)
- Eloise at the Plaza - (2003)
- Eloise at Christmastime - (2003)
- Encantada - (2007)

### Departamento de Animación
- La tostadora valiente (1987, animador, diseñador de personajes, animador desarrollador)
- Oliver & Company (1988, animador de personajes)
- La Sirenita (1989, diseñador de personajes)
- La bella y la bestia (1991, diseñador de personajes)

### Departamento de Historia
- Aladdín (1992, redactor de historia)

### Productor
- Vida salvaje - (2006)